# Saissac (Alt Loira)
Ceyssac és un municipi francès situat al departament de l'Alt Loira i a la regió d'Alvèrnia-Roine-Alps. L'any 2007 tenia 390 habitants.

## Demografia

### Població
El 2007 la població de fet de Ceyssac era de 390 persones. Hi havia 161 famílies de les quals 39 eren unipersonals (8 homes vivint sols i 31 dones vivint soles), 59 parelles sense fills, 55 parelles amb fills i 8 famílies monoparentals amb fills.
La població ha evolucionat segons el següent gràfic:
Habitants censats

### Habitatges
El 2007 hi havia 195 habitatges, 163 eren l'habitatge principal de la família, 11 eren segones residències i 21 estaven desocupats. 190 eren cases i 6 eren apartaments. Dels 163 habitatges principals, 143 estaven ocupats pels seus propietaris, 15 estaven llogats i ocupats pels llogaters i 5 estaven cedits a títol gratuït; 8 tenien dues cambres, 12 en tenien tres, 48 en tenien quatre i 95 en tenien cinc o més. 124 habitatges disposaven pel capbaix d'una plaça de pàrquing. A 61 habitatges hi havia un automòbil i a 88 n'hi havia dos o més.

### Piràmide de població
La piràmide de població per edats i sexe el 2009 era:
| Homes | Edats   | Dones |
| ----- | ------- | ----- |
| 0     | 95 o +  | 0     |
| 0     | 90 a 94 | 0     |
| 0     | 85 a 89 | 0     |
| 4     | 80 a 84 | 4     |
| 0     | 75 a 79 | 4     |
| 12    | 70 a 74 | 16    |
| 8     | 65 a 69 | 8     |
| 12    | 60 a 64 | 12    |
| 12    | 55 a 59 | 8     |
| 20    | 50 a 54 | 24    |
| 24    | 45 a 49 | 12    |
| 24    | 40 a 44 | 12    |
| 4     | 35 a 39 | 16    |
| 8     | 30 a 34 | 24    |
| 8     | 25 a 29 | 4     |
| 8     | 20 a 24 | 4     |
| 20    | 15 a 19 | 40    |
| 0     | 10 a 14 | 8     |
| 0     | 5 a 9   | 16    |
| 8     | 0 a 4   | 8     |

## Economia
El 2007 la població en edat de treballar era de 259 persones, 198 eren actives i 61 eren inactives. De les 198 persones actives 185 estaven ocupades (101 homes i 84 dones) i 13 estaven aturades (6 homes i 7 dones). De les 61 persones inactives 26 estaven jubilades, 19 estaven estudiant i 16 estaven classificades com a «altres inactius».

### Ingressos
El 2009 a Ceyssac hi havia 177 unitats fiscals que integraven 419,5 persones, la mediana anual d'ingressos fiscals per persona era de 17.810 €.

### Activitats econòmiques
Dels 14 establiments que hi havia el 2007, 3 eren d'empreses alimentàries, 1 d'una empresa de fabricació d'altres productes industrials, 4 d'empreses de construcció, 1 d'una empresa de comerç i reparació d'automòbils, 1 d'una empresa d'hostatgeria i restauració, 1 d'una empresa de serveis, 2 d'entitats de l'administració pública i 1 d'una empresa classificada com a «altres activitats de serveis».
Dels 4 establiments de servei als particulars que hi havia el 2009, 1 era un paleta, 1 fusteria, 1 electricista i 1 restaurant.
L'any 2000 a Ceyssac hi havia 20 explotacions agrícoles que ocupaven un total de 624 hectàrees.

## Equipaments sanitaris i escolars
El 2009 hi havia una escola elemental.

## Poblacions més properes
El següent diagrama mostra les poblacions més properes.